# Forêt de Bois Blanc (La Réunion)
Pour les articles homonymes, voir Forêt de Bois Blanc (Charente) et Bois Blanc.
La forêt de Bois Blanc est une forêt littorale du sud-est de l'île de La Réunion, département d'outre-mer français du sud-ouest de l'océan Indien. Elle surplombe le nord-est de l'Enclos Fouqué, soit la dernière caldeira formée par le volcan actif de l'île, le Piton de la Fournaise.
Cette forêt de feuillus relève du territoire communal de Sainte-Rose. Elle est située en grande partie dans le parc national de La Réunion.